# Hermannskogel
Le Hermannskogel est avec ses 542 m le point culminant de la ville de Vienne. Il se trouve dans le quartier viennois de Döbling. La frontière entre Vienne et la Basse-Autriche s'étend à environ 150 mètres au nord du sommet du Hermannskogel. Le Habsburgwarte sur son plateau sommital était le point zéro de référence du réseau d'arpentage d'Autriche-Hongrie jusqu'en 1918.

## Toponymie
La montagne a été mentionnée pour la première fois en 1355 comme Hermannschobel dans le registre de la dîme du monastère de Klosterneuburg. Le nom remonte au prénom Hermann, qui était courant au Moyen Âge et contient comme suffixe le terme Kogel ou Kobel, qui apparaît souvent dans les noms de montagne, pour une montagne conique.

## Géographie

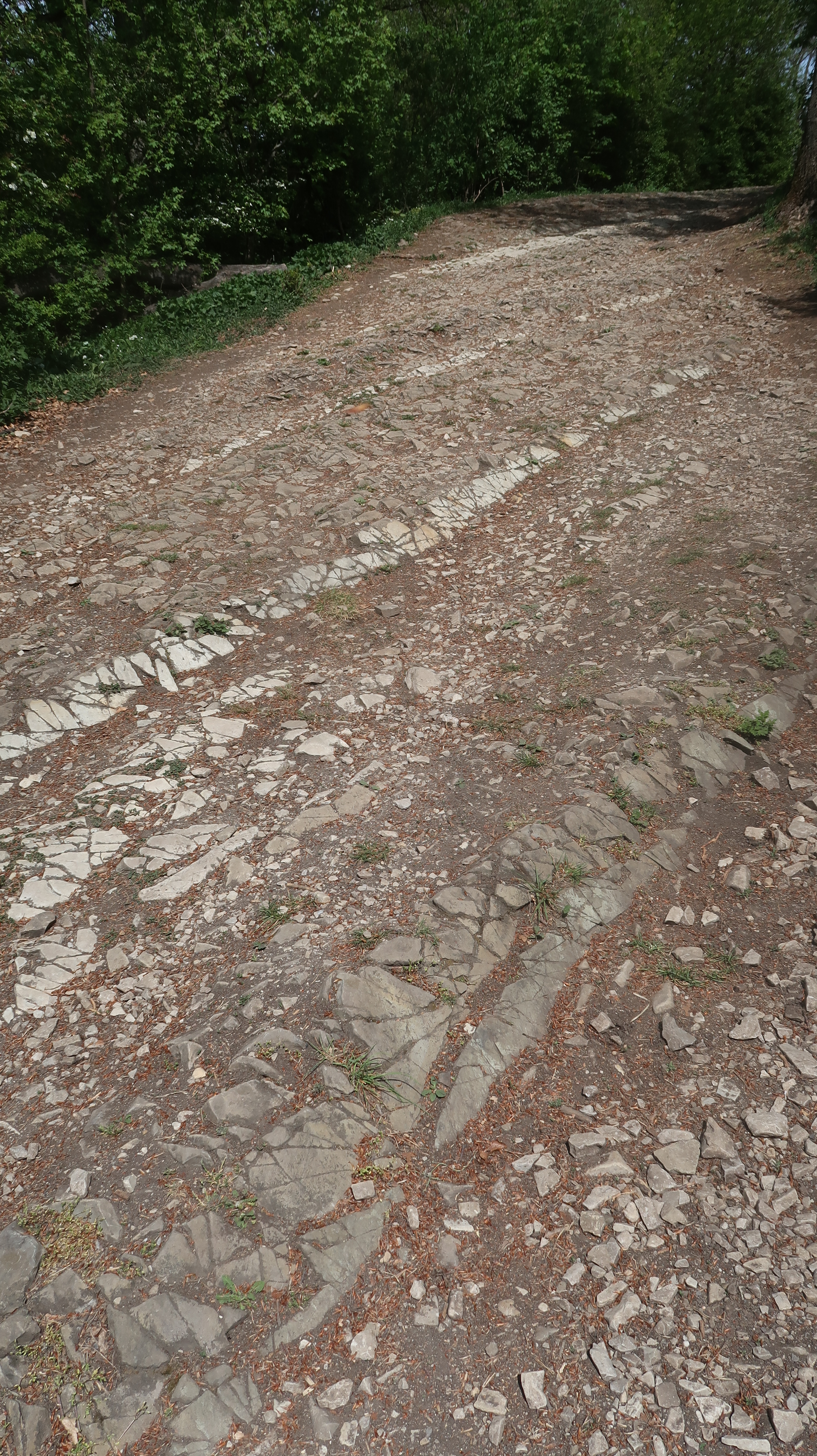
Chemin du Hermannskogel.

Le Hermannskogel est une montagne boisée située dans le Wienerwald, au nord de Vienne. Avec ses 542 mètres, c'est le sommet principal du Kahlengebirge et la plus haute montagne de Vienne. Il se trouve dans un contrefort nord-est des Alpes orientales.
À trois kilomètres à l'est du Hermannskogel se trouvent le Kahlenberg et le Leopoldsberg, derrière lesquelles se trouve le Wiener Pforte (le Danube traverse la Wienerwald).

## Histoire
Au Moyen Âge, le Hermannskogel était encore couvert de vignes. En 1256, le village d'Albero von Feldsberg a été cédé à l'abbaye de Klosterneuburg. Il existait toujours en 1346, mais a disparu à la fin du XVe siècle, probablement du fait des ravages des Magyars. Avec le village, les vignes ont finalement disparu et la forêt a de nouveau couvert le sommet.
En 1683, l'armée de secours de Saxe et d'autres parties du Saint-Empire romain germanique, qui a mis fin au deuxième siège turc de Vienne, y a campé. Au XIXe siècle, plusieurs demandes de l'abbaye de Klosterneuburg pour construire une tour de guet sur le Hermannskogel ont été rejetées. La Habsburgwarte (Observatoire des Habsbourg) de 27 mètres de haut (1938–1974 Hermannskogelwarte) n'a été construite qu'en 1888 et a ouvert un an plus tard.

## Hermannskogel comme point zéro

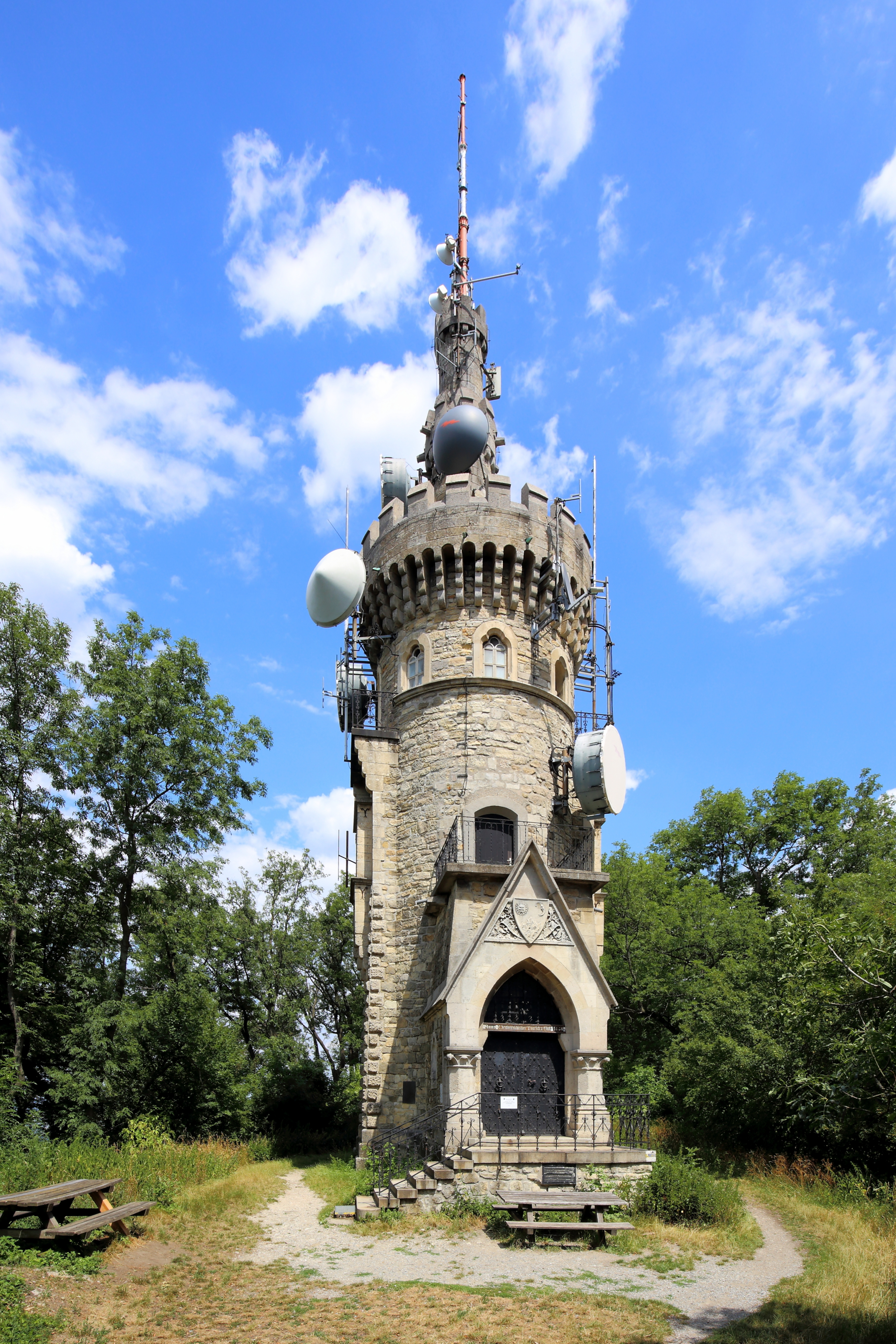
Observatoire de Habsbourg

La Habsburgwarte a été construit sur le plateau sommital gréseux à la fin du XIXe siècle comme point zéro (origine des coordonnées) du système d'arpentage de l'Autriche-Hongrie. Dans les années 1920, cependant, l'Autriche (comme l'Allemagne) est passée à la projection Gauß-Krüger.